# Callithomia skinneri
Callithomia skinneri är en fjärilsart som beskrevs av Masters 1973. Callithomia skinneri ingår i släktet Callithomia och familjen praktfjärilar. Inga underarter finns listade i Catalogue of Life.